# لانكاوي

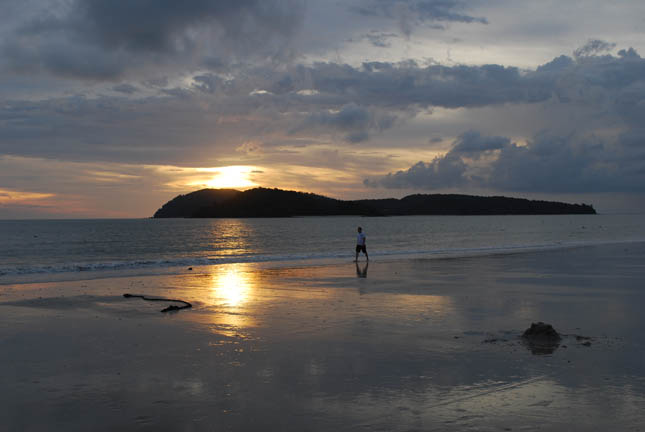
غروب الشمس في جزيرة شاطئ سينانج، وجزيرة لانكاوي.

لانكاوي، والمعروفة رسميا باسم لانكاوي، هي جوهرة ولاية قدح (الملايو: لانكاوي بيرمتى كيدا  هو أرخبيل مكون من 99 جزيرة 5 جزر اضافية مؤقتة يتم كشفها عند انخفاض المد في بحر اندامان، بعد حوالي 30 كيلومتراً قبالة ساحل البر الرئيسى من ماليزيا شمال غرب البلاد. الجزر هي جزء من ولاية كيداه، المجاورة للحدود التايلاندية. يوم 15 يوليو 2008، كان السلطان عبد الحليم من ولاية كيدا قد وافق على تغيير اسم لانغكاوي برمتًى كيداه بالتزامن مع الاحتفال باليوبيل الذهبي. إن أكبر هذه الجزر حتى الآن تدعى بولاو لانغكاوي ويبلغ عدد سكانها حوالي 45,000، وهي فقط من الجزر المأهولة بالسكان القريبة من بولاو طوبا. لانكاوي هي أيضا منطقة إدارية مع مدينة كواه العاصمة وأكبر مدينة. لانكاوي هي منطقة حرة (معفاة من الرسوم الجمركية) 

## السياحة
تعتبر جزيرة لانكاوى مقصداً سياحياً لعدد كبير من الماليزيين والسياح الاجانب نظراً للطبيعة الخلابة والهدوء الذي تتميز به الجزيرة بالإضافة إلى البنية التحتية حيث يوجد بها شبكة طرق تربط اطراف الجزيرة والأماكن السياحية والفنادق بالعاصمة كواه ومطار دولي صغير يخدم عدد من الخطوط المحلية والدولية بالإضافة لوجودعدد كبير من الفنادق المنتشرة على الشواطئ وداخل مركز المدينة كواه،
يوجد في جزيرة لنكاوي عدد كبير من الأماكن السياحة التي يمكن للسائح زيارتها بسهولة وأهمها:
- الرحلات البحرية إلى الجزر القريبة الغير مأهولة بالسكان.
- الشلالات الطبيعية المتواجد في أكثر من مكان.
- التلفريك أو " Cable Car "
- حديقة التماسيح
- عالم ما تحت البحار Under water world
- العاصمة كواه حيث يتواجد بها مركزين للتسوق «منطقة حرة»
- جسر لانكاوي سكاي

## معرض الصور

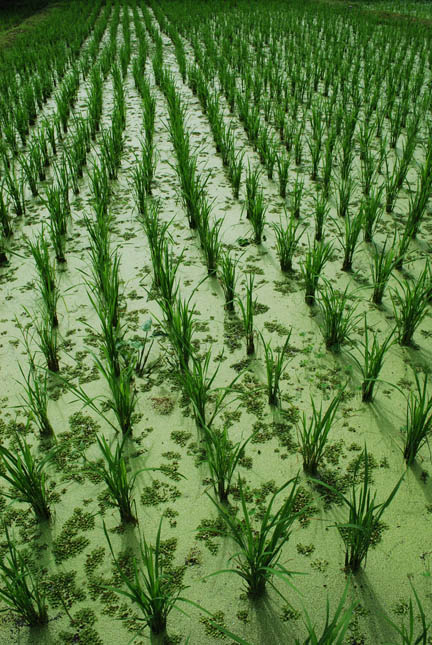
لمان بادي لانكاوي
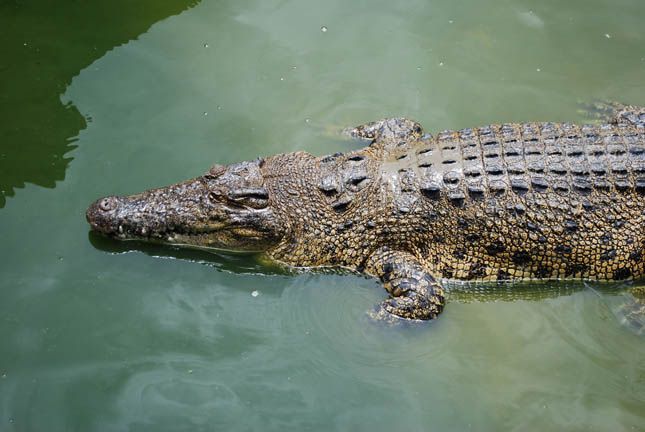
مزرعة لانكاوي للتماسيح
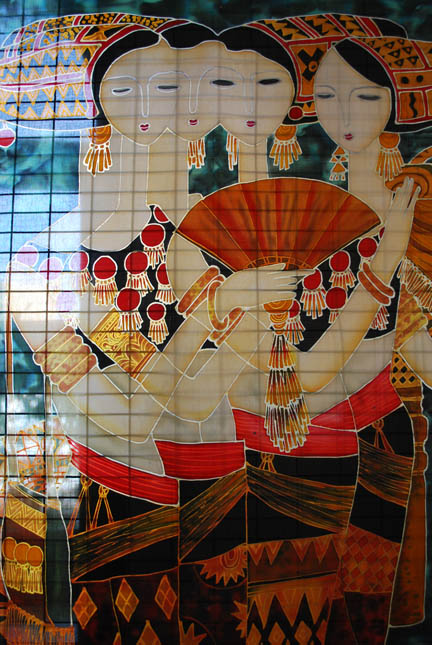
لانكاوي كرافت والمجمع الثقافي
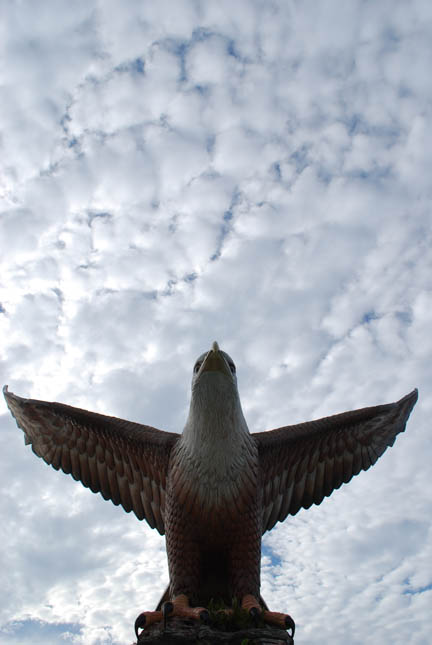
ميدان لانكاوي ايغل
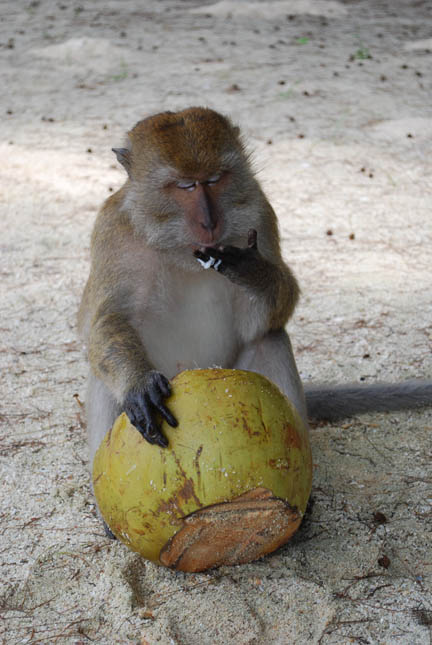
قرد الشاطئ في جزيرة بيراس باساه
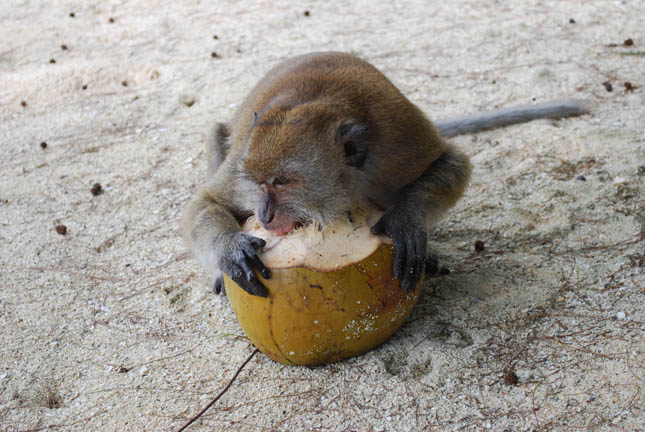
قرد الشاطئ في جزيرة بيراس باساه
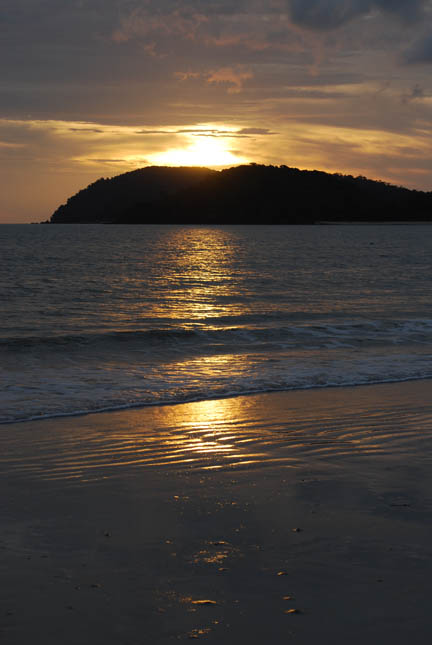
غروب الشمس في جزيرة سينانج، لانكاوي
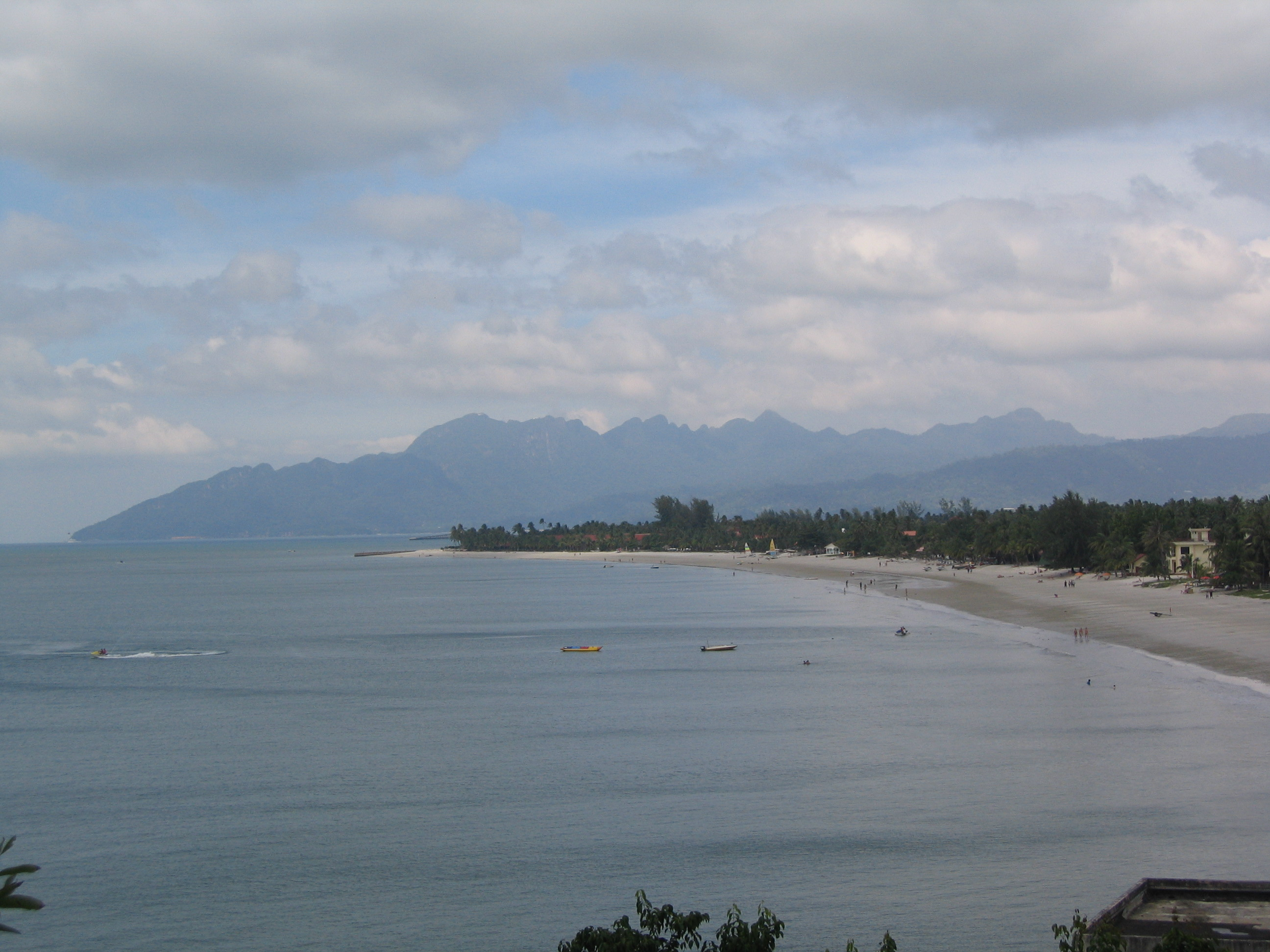
شاطئ بانتي سينانج، جزيرة لانكاوي